# Arius oetik
Arius oetik es una especie de pez de la familia Ariidae en el orden de los Siluriformes.

## Morfología
• Los machos pueden llegar alcanzar los 22,5 cm de longitud total.

## Distribución geográfica
Se encuentra en el Pacífico occidental.